# Алеппо (еялет)
36°13′00″ пн. ш. 37°10′00″ сх. д. / 36.216666666667° пн. ш. 37.166666666667° сх. д.
Еялет або пашалик Алеппо (осман. ایالت حلب) — адміністративно-територіальна одиниця Османської імперії. Існував у 1534—1864 роках. Утворився невдовзі після перемоги Османської імперії над Мамлюкським Єгиптом (територія Північної Сирії та південно-східної Туреччини). У 1864 році перетворено на вілайєт Алеппо.

## Історія
Вигідне географічне положення Алеппо сприяло перетворенню його в одне зі значущих міст Мамлюкського Єгипту. Після підкорення останнього військами османського султана Селіма I протягом 1516—1517 років до складу Османської імперії також увійшла Сирія разом з Алеппо. Спочатку було санджаком у складі Дамаскського бейлербейства.
У 1534 році було утворено бейлербейство Алеппо, яке у 1591 році перетворено на еялет. Ця провінція разом з містами являв собою важливий ремісничий центр та торговельний вузол, що поєднував Анатолію, Аравію, Персію, Ірак з Левантом. Тому вже у 1548 році тут було відкрито представництво Венеційської республіки, яке переважно опікувалося захистом своїх купців, що везли товари зі Сходу. У 1562 році після налагодження дружніх відносин із Францією відкривається французьке представництво, у 1583 році — англійське, 1613 році — Республіки Об'єднаних провінцій.
Протягом 1602—1607 років під орудою Кандалатзаде еялет фактично стає напівнезалежним від султанського уряду. З 1655 по 1820 році в провінції відбувалися міжрелігійні конфлікти між яничарами і арабами, що не додало стабільності. Водночас економічний розквіт Алеппо завершився на початку XVIII ст. коли внаслідок розгардіяшу в Персії, викликаним занепадом династії Сефевидів та частою зміною там володарів, відбулося припинення регулярних поставок шовку та індійських товарів з перських міст.
У 1655, 1775, 1785, 1787, 1791 і 1795 роках владу в місті фактично захоплювали прихильники шерифів з Мекки. До цього додалися розбійні напади деребеїв (феодалів) на купців та міста. Особливо потужними були феодали з Паяського санджаку, які до 1790 року фактично затвердилися там як напівнезалежні володарі. 
У 1805 році владу захопили яничари, що завдали поразки шерифам, а потім й урядовим військам. У 1813 році за наказом султана Махмуда II яничарське урядування в еялеті було ліквідовано. У 1819—1820 роках відбулося нове повстання яничар. Його поразка призвела до розформування місцевого яничарського корпусу та ліквідації автономії самого Алеппо.
У 1831 році внаслідок османо-єгипетської війни еялет було захоплено військами Мухаммеда Алі. Лише у 1840 році після чергової війни з Єгиптом та за підтримки Великої Британії османському уряду вдалося повернути під свою владу Сирію разом з Алеппо. Втім, бойові дії на території провінції призвели до подальших економічних і соціальних негараздів.

## Структура
З 1534 року складався з 8 санджаків: Алеппо, Аазаз, Узейр, Мезік, Антак'я, Мамератюлнуман, Баліс, Кіліс.
З 1690 року еялет складався з 4 санджаків: Алеппо, Марраш, Баліс, Паяс, Кіліс.

## Національний склад
У містах переважали араби, у сільські місцевості доволі значні області еялету займали туркомани і курди. Також тут мешкали вірмени.

## Соціальний стан
До 1800 року провідними групами були представники османської цивільної та військової адміністрації, що були переважно турками або яничарами слов'янського чи албанського походження. Особливий статус мали шейхи арабських племен та великих селищ, що були позбавлені податкових тягарів, забезпечували спокій у санджаках еялету. З огляду на залежність економічного розвитку від торгівлі на особливому становищі перебували купці як арабські, так й європейські, яким було надано значні пільги. Представники заможних купецьких родин або гільдій (об'єднань) мали вплив у містах та в дивані паши.

## Економіка
Протягом XVI—XVII ст. Алеппо було одним з провідних міст імперії, поступаючись лише столиці — Стамбулу. В провінції було 3200 сіл. Це був центр торгівлі шовком та шовковими тканинами, яких налічувалося до 43 видів. Водночас сама провінція вирощувала пшеницю, ячмінь, фрукти, славилася своєю бавовною, шовк вироблявся для внутрішнього вжитку.
Разом з тим заможність провінції призводила до впровадження особливих податків внаслідок війн в Європі та проти Персії, нестачі грошей у скарбниці. З 1640 до 1700 року декілька разів впроваджувалися подібні податки. З 1720-х років починаються складнощі в торгівлі, що до 1740-х років призвели до економічної кризи в провінції. До цього додалися внутрішні конфлікти, напади племен, повстання туроманів й курдів. В цей час кількість сіл зменшилася до 400.
Її було подолано лише у 1780-х роках, коли в місті знову утворилися європейські представництва: Франції, Великої Британії, Тоскани, Венеції, Нідерландів, Австрії, Російської імперії. Але у 1790-х роках знову починається занепад, викликаний впровадженням британцями механічних верстатів у бавовняній промисловості та вторгненням Наполеона Бонапарта до Єгипту та Палестини. До 1840 року кількість традиційних ткацьких верстатів зменшилося до 4 тис. у порівняні з 1820 роком, коли їх було 10 тис.
Лише з середини 1840-х років починається відновлення економічного стану. У 1850-х роках еялет знову стає важливим центром виробництва бавовни та вирощування тютюну.